# Donatien Nshole
Donatien Nshole Babula, né en 1963, est un prêtre catholique et une personnalité politique congolaise. Il est secrétaire général de la conférence épiscopale nationale du Congo (CENCO), depuis février 2017, après avoir assuré cette fonction par intérim depuis octobre 2016.

## Biographie
Donatien Nshole est né en 1963,. Il est ordonné prêtre le 3 janvier 1993 pour le diocèse d'Inongo. Il obtient un doctorat en théologie dogmatique de l'université pontificale urbanienne à Rome, en 2002, puis il est professeur au grand séminaire Saint-Cyprien de Kikwit en République démocratique du Congo (en 2003).
Secrétaire général de la Conférence épiscopale nationale du Congo (Cenco), il participe aux négociations entre Joseph Kabila et l'opposition, qui aboutissent le 31 décembre 2016 à l'« accord de la Saint-Sylvestre », qui prévoit des élections avant la fin 2017,. Après le non-respect de cet accord par Joseph Kabila, l'abbé Nsholé mène ensuite la Cenco lors des discussions qui aboutissent à l'accord du 17 novembre 2017. Après l'élection présidentielle de 2018 qui voit selon la Céni la victoire de Félix Tshisekedi, il déclare que les résultats compilés par les observateurs de la Cenco « ne correspondent pas » à ceux de la Céni, tout en déniant que l'opposant Martin Fayulu soit le candidat choisi par l’Église catholique congolaise. Il affirme toutefois que la Cenco reconnait comme Félix Tshisekedi comme président officiellement élu de la RDC et va travailler avec lui.
En décembre 2021 il a été élevé par le pape François au rang de Monseigneur.

## Ouvrages
- Donatien Nshole Babula (préf. Mgr Anselme Titiama Sanou), Une relecture africaine de la sacramentalité du mariage. Une théologie nuptiale de la divine alliance, Paris, L'Harmattan, 2004, 363 p. (ISBN 2-7475-5369-8, lire en ligne)[11],[12]